# Pressath

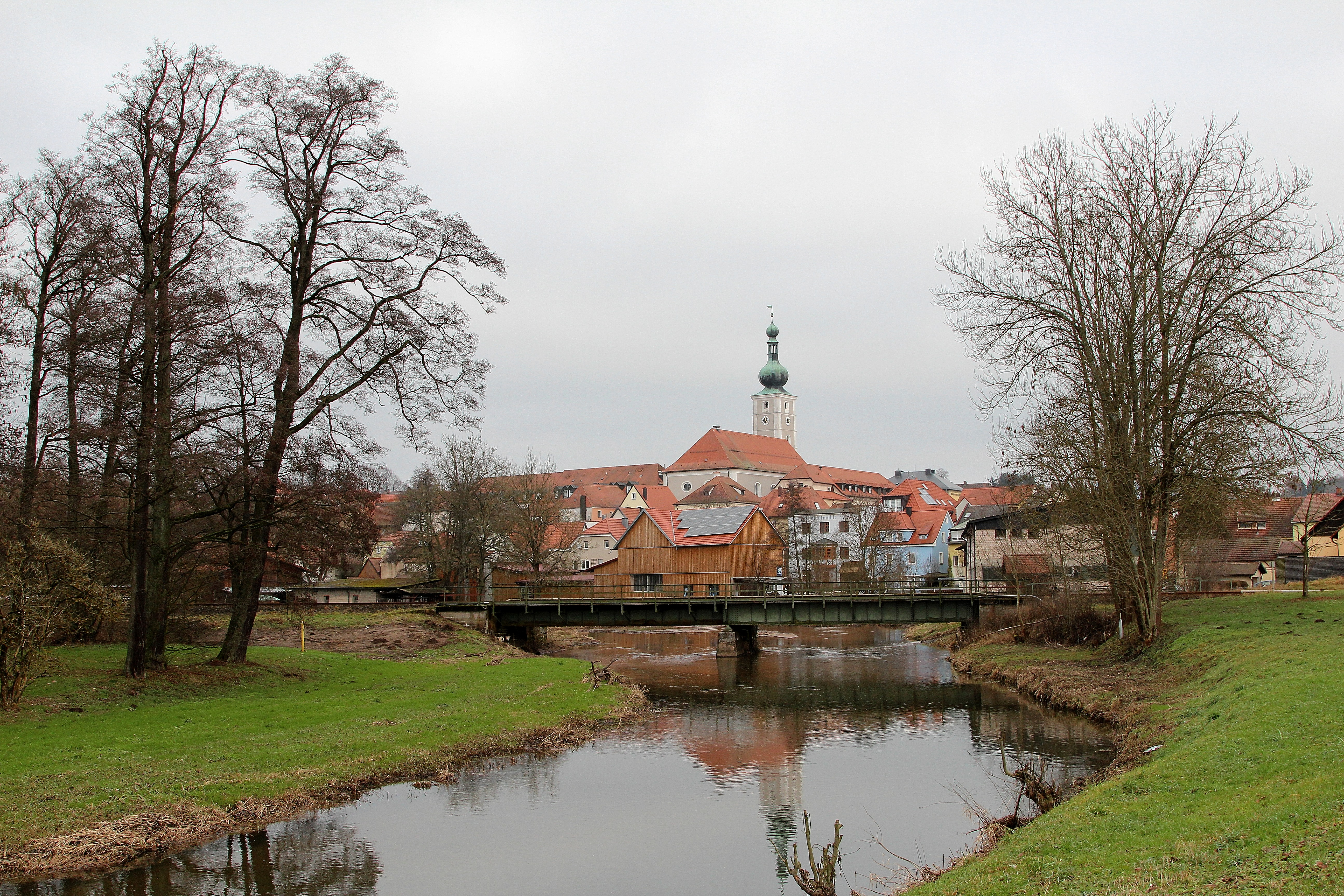
Pressath mit Haidenaab (2015)

Pressath (ⓘ) ist eine Stadt im Oberpfälzer Landkreis Neustadt an der Waldnaab und der Sitz der Verwaltungsgemeinschaft Pressath.

## Geografie
Pressath liegt in der Region Oberpfalz-Nord, rund 20 Kilometer nordwestlich von Weiden in der Oberpfalz.

### Gemeindegliederung
Es gibt 21 Gemeindeteile (in Klammern ist der Siedlungstyp angegeben):
- Altendorf (Kirchdorf)
- Dießfurt (Kirchdorf)
- Döllnitz (Dorf)
- Eichelberg (Dorf)
- Friedersreuth (Kirchdorf)
- Haigamühle (Einöde)
- Herzogspitz (Weiler)
- Hessenreuth (Kirchdorf)
- Kahrmühle (Einöde)
- Kohlhütte (Einöde)
- Mühlberg (Weiler)
- Pfaffenreuth (Kirchdorf)
- Pressath (Hauptort)
- Riggau (Dorf)
- Stocklohe (Einöde)
- Troschelhammer (Kirchdorf)
- Tyrol (Einöde)
- Waldmühle (Weiler)
- Wollau (Dorf)
- Ziegelhütte (Weiler)
- Zintlhammer (Dorf)

Es gibt die Gemarkungen Dießfurt, Hessenreuth, Pressath und Riggau.

## Geschichte

### Bis zum 19. Jahrhundert
Eine Urkunde aus dem Jahre 1124 erwähnt den bereits 200 Jahre alten Besitz der Pressather. Pressath besaß das Marktrecht mit wichtigen Eigenrechten und war seit 1280 Sitz eines Unteramtes des Amtes Waldeck-Kemnath. Im 16. und 17. Jahrhundert hatte Pressath unter dem oftmaligen Konfessionswechsel der Landesherren zu leiden. Die heutige Stadt Pressath im Bezirk Oberpfalz gehörte später zum Rentamt Amberg und zum Landgericht Waldeck des Kurfürstentums Bayern. Am 20. Januar 1845 erhob König Ludwig I. Pressath zur Stadt.
Von Wichtigkeit waren der Bau der Bahnlinie Weiden-Bayreuth 1863 sowie der Lokalbahnstrecke Pressath-Kirchenthumbach 1904. Im Jahr 1937 konnte das neue Rathaus bezogen werden.

### Eingemeindungen
Bei der Gebietsreform in den 1970er Jahren wurden einige Umlandgemeinden eingemeindet, so am 1. Juli 1972 der Gemeindeteil Friedersreuth von Altenparkstein und der Gemeindeteil Pfaffenreuth von Schwand. Im Jahr 1978 folgten Riggau und der Gemeindeteil Hessenreuth der gleichnamigen Gemeinde am 1. Januar sowie Dießfurt (mit dem am 1. April 1949 eingegliederten Ort Troschelhammer) am 1. Mai. Im Jahr 1975 wurde die Verwaltungsgemeinschaft Pressath gegründet.

### Religionen
Geistliches Zentrum der etwa 4300 Katholiken ist die barocke Stadtpfarrkirche St. Georg. Die evangelischen Bewohner werden von der evangelisch-lutherischen Pfarrei Grafenwöhr betreut. In Pressath finden regelmäßig Gottesdienste in der Altöttingkapelle statt.
Altendorf, Döllnitz, Friedersreuth, Herzogspitz, Kahrmühle, Kohlhütte, Kreuzerhof, Mühlberg, Pfaffenreuth, Riggau, Schütt, Troschelhammer, Waldmühle, Wollau, Ziegelhütte und Zintlhammer gehören zur Stadt Pressath und zur Pfarrei St. Georg in Pressath. Die Gemeindeteile Dießfurt und Eichelberg gehören zur Pfarrei Schwarzenbach, Hessenreuth und Tyrol zur Pfarrei Kastl (bei Kemnath). Bärnwinkel, Fischgrub, Grub und Weihersberg, die politisch zur Gemeinde Trabitz gehören, zählen zur Pfarrei Burkhardsreuth.
Im Jahr 2016 entstand die Seelsorgeeinheit Pressath-Burkhardsreuth-Schwarzenbach.

### Einwohnerentwicklung
| Jahr      | 1961 | 1970 | 1987 | 1991 | 1995 | 2000 | 2005 | 2010 | 2015 | 2020 |
| --------- | ---- | ---- | ---- | ---- | ---- | ---- | ---- | ---- | ---- | ---- |
| Einwohner | 4693 | 4947 | 4572 | 4682 | 4690 | 4666 | 4664 | 4378 | 4338 | 4263 |

- Zwischen 1988 und 2018 sank die Einwohnerzahl von 4513 auf 4349 um 164 Einwohner bzw. um 3,6 %.

## Politik

### Stadtrat und Bürgermeister
Die 16 Sitze des Stadtrates verteilen sich seit der Kommunalwahl am 15. März 2020 wie folgt:
| Partei / Liste | CSU | SPD | FW |
| Sitze          | 8   | 5   | 3  |

Bei der Kommunalwahl am 15. März 2020 ist Bernhard Stangl (SPD) mit 51,2 % der gültigen Stimmen zum 1. Bürgermeister gewählt worden. Der Amtsantritt erfolgte am 1. Mai 2020.

### Gemeindefinanzen
Im Jahr 2013 betrugen die Gemeindesteuereinnahmen 4.233.000 Euro, davon waren 1.772.000 Euro Gewerbesteuereinnahmen (netto).

### Wappen
| Wappen von Pressath | Blasonierung: „Unter Schildhaupt mit den bayerischen Rauten in Silber der blaue Großbuchstabe P, darüber schwebend eine goldene Krone.“ |
| Wappen von Pressath | Das Wappen ist seit dem 14. Jahrhundert bekannt.                                                                                        |

### Städtepartnerschaften
- Hortobágy, Ungarn (1992)

## Kultur und Sehenswürdigkeiten

### Museen
- Haus der Heimat, Heimatkundliches Museum Pressath

### Bauwerke
- Schloss Weihersberg (Gemeinde Trabitz) (im Privatbesitz)
- Schloss Dießfurt (in Privatbesitz)
- Hammerschloss Troschelhammer (in Privatbesitz)
- Schloss Zintlhammer (in Privatbesitz)
- Gräberfeld Marterrangen in Eichelberg
- Stadtpfarrkirche St. Georg
- Friedhofskirche St. Stephanus
- Filialkirche St. Barbara (Friedersreuth)
- Schlosskapelle Franz von Paola (Weihersberg)
- Ehemaliges Burggut Vestn (in Privatbesitz)
- Dostlerhaus (ehemaliges Burggut; heute Stadt- u. Pfarrbücherei)
- Ehemaliges Knabenschulhaus, jetzt Bürgermeister-Hans-Ficker-Vereinshaus
- Das Wohnhaus Schloßstraße 7 im Ortsteil Dießfurt ist ein Walmdachhaus mit einfacher Putzgliederung und ist unter der Nummer D-3-74-149-22 als Denkmalschutzobjekt in der Liste des Bayerischen Landesamtes für Denkmalpflege eingetragen.[8]

### Parks
- Prof.-Dietl-Park
- Altenpark
- Kiesibeach (Freizeit und Erholungsanlage)
- Freizeitsee Diessfurt

### Natur
- Haidenaab-Auen
- Aus der Bürgerinitiative, die den angrenzenden Hessenreuther Wald zu schützen gedachte, entstand der heutige Verein für Landschaftspflege & Artenschutz in Bayern e. V.

## Verkehr
Pressath hat einen Bahnhof an der Bahnstrecke Weiden–Bayreuth. Früher zweigte hier die Bahnstrecke Pressath–Kirchenthumbach ab.
Pressath liegt südlich bzw. östlich der Bundesstraße 299 und nördlich der Bundesstraße 470, die beide den Ort umfahren. Die Kreisstraße NEW 24 führt in Ost-West-Richtung, die Kreisstraße NEW 5 in Nord-Süd-Richtung durch den Ort.

## Persönlichkeiten
- Johann Georg Reichwein (* 1640 in Pressath; † 1691 in Regensburg), Kirchenmusiker, Regensburger Domkapellmeister und Komponist
- Georg Alois Dietl (* 19. Februar 1752 in Pressath; † 17. Mai 1809 in Landshut), Universitätslehrer, Schriftsteller u. Weltpriester
- Johann Adam Oberndorfer (* 17. Juli 1792 in Pressath; † 11. Februar 1871 in München), Nationalökonom und Hochschullehrer
- Georg Bauer (* 3. Juli 1845 in Pressath; † 5. August 1925 ebenda), Landtagsabgeordneter und Bürgermeister von Pressath
- Anton Götz (* 24. Mai 1867 in Eichelberg bei Pressath; † 20. November 1946 in Vilsbiburg), Pfarrer und Gründungsdirektor der LIGA-Bank
- Hans Schwemmer (* 11. September 1945 in Riggau bei Pressath; † 1. Oktober 2001 in Cairns), Apostolischer Nuntius in Papua-Neuguinea und auf den Salomon-Inseln, Titularerzbischof von Titularbistum Rebellum

## Sport
Angebotene Sportarten in Pressath sind unter anderem:
- Fußball (TSV Pressath, Kreisklasse West; FC Dießfurt, Kreisliga Nord; JFG Haidenaabtal, Jugendfördergemeinschaft FC Diessfurt/TSV Pressath/SC Schwarzenbach/SV Grafenwöhr)
- Tischtennis (TSV Pressath, 3. Bezirksliga Nord, DJK Pressath, 2. Kreisliga)
- Kegeln (Gut Holz Pressath, Kreisliga)
- Schießsport (SG Waldlust Riggau, Oberpfalzliga LP, SG Eichenlaub Pressath, A-Klasse LG)
- Bogensport (SG Eichenlaub Pressath, 1. Bundesliga Süd)
- Basketball (DJK Pressath, Bezirksoberliga, Herren)
- Billard (PBV Pressath, Verbandsliga Nord)
- Dart (DC Schwarzrand Pressath, Bezirksliga)
- Triathlon (DJK Pressath)
- Angeln (Fischereiverein Pressath e. V.)
- Tanzsport (Pressather Faschingsverein „PFV“ e. V.)

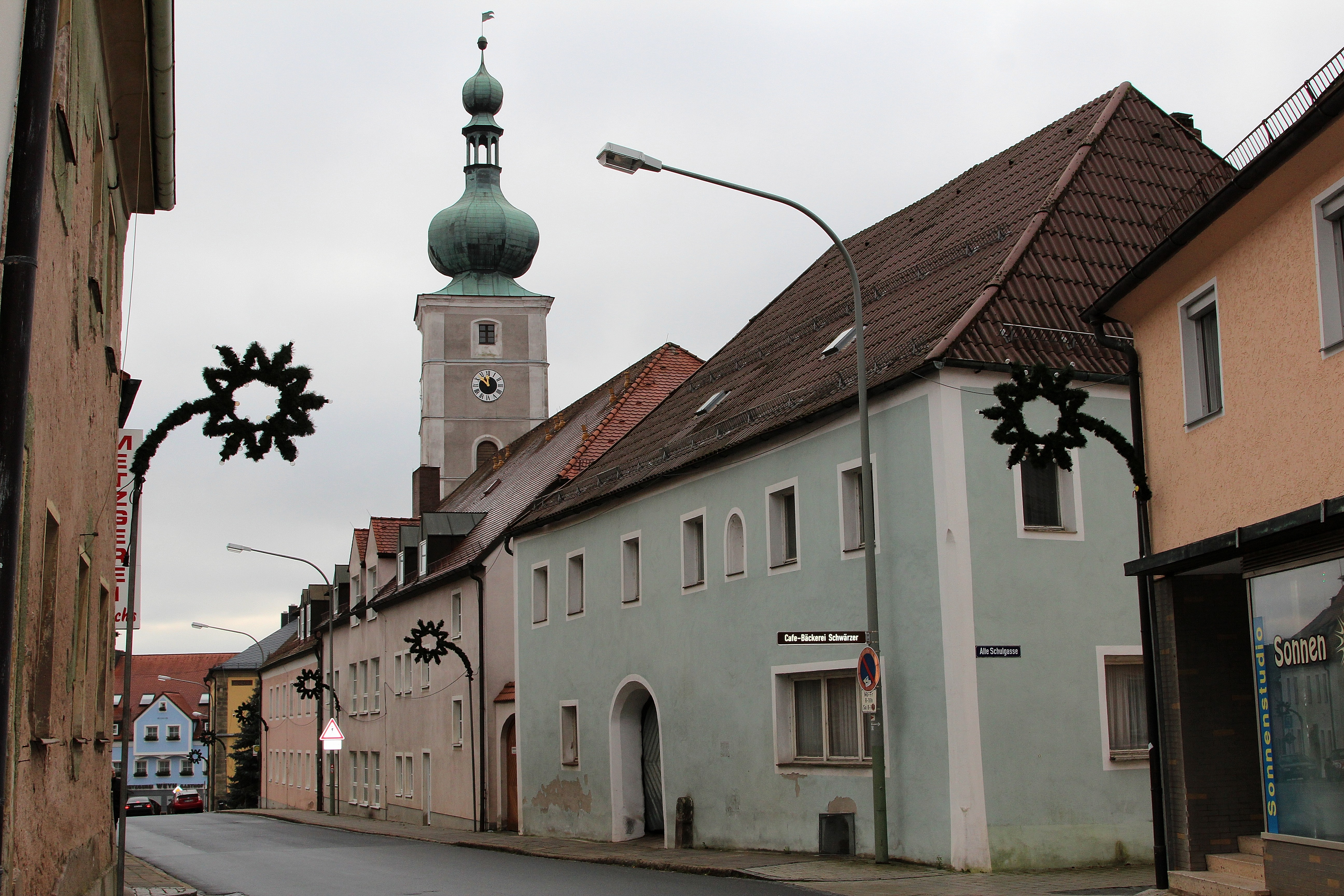
Hauptstraße 19 (2015)
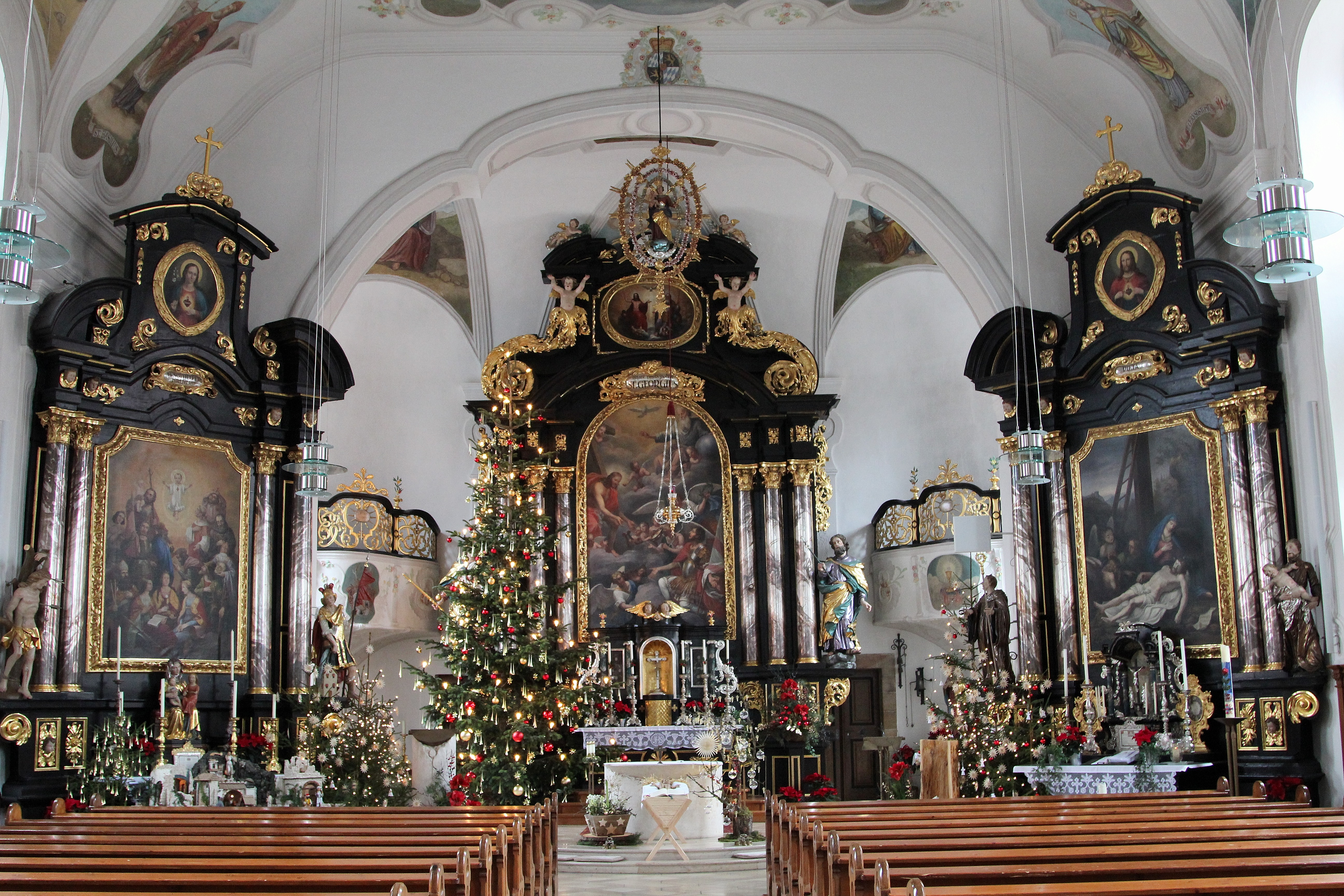
Pfarrkirche St. Georg (2015)
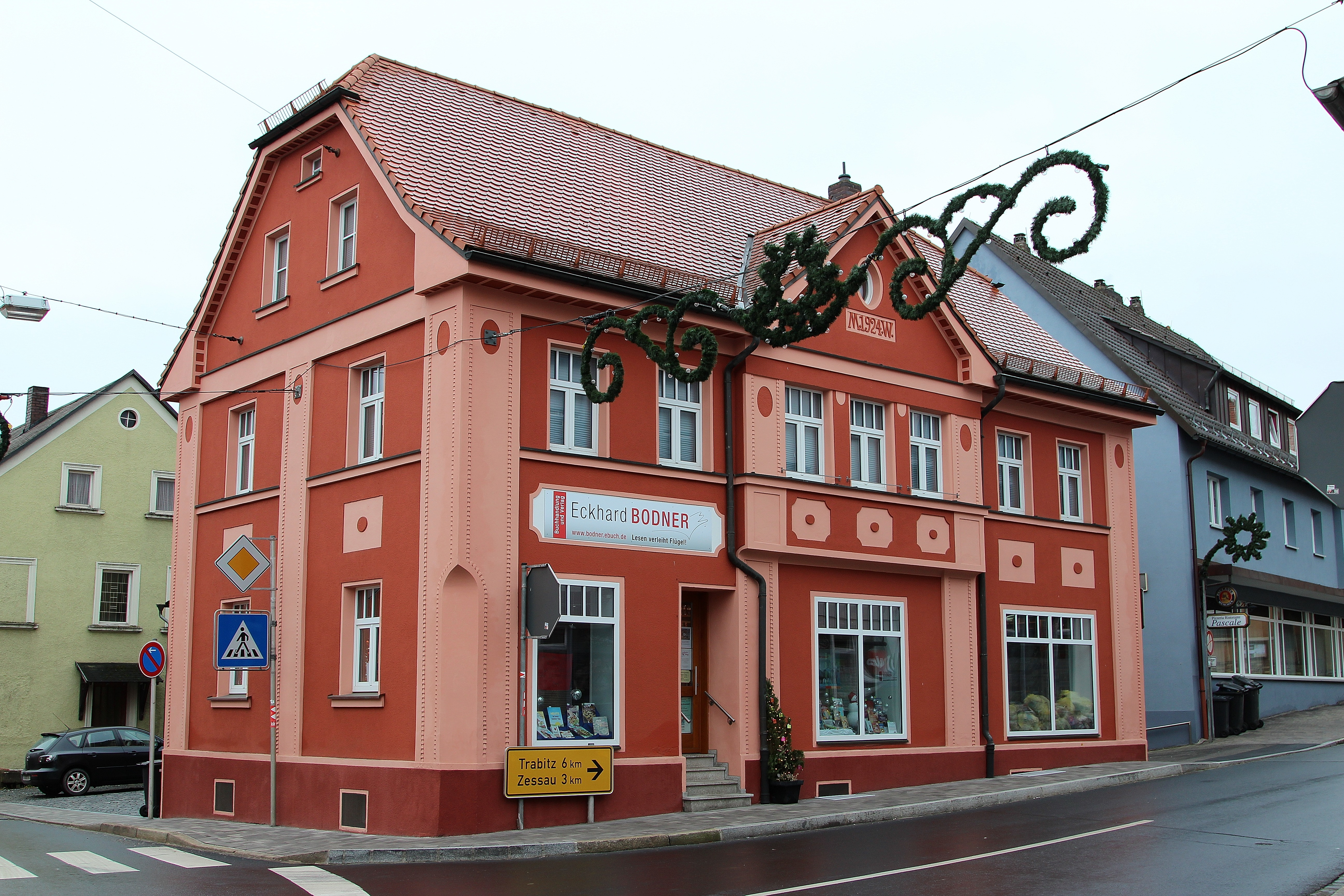
Buchhandlung Bodner (2015)
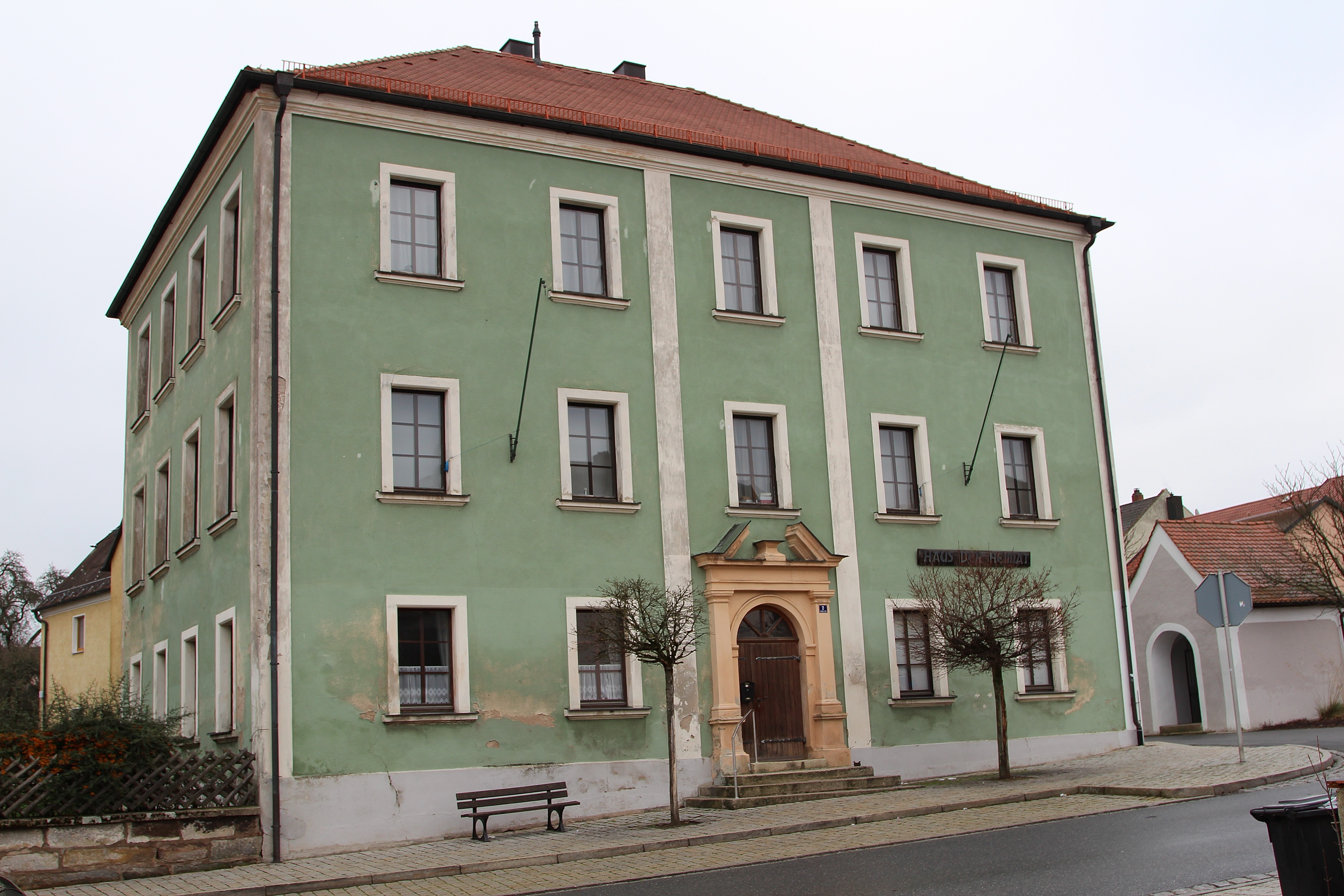
Haus der Heimat (2015)